# چار اولانگهونی
چار اولانگهونی (به لاتین: Char Ulanghuni) یک روستا در بنگلادش است که در استان باریسال و در ناحیه باریسال واقع شده است.